# Bicuriosité
Bicurieux est un terme utilisé pour désigner une personne s'identifiant comme « hétérosexuelle » mais qui manifeste un certain intérêt à avoir une expérience sexuelle avec une personne de même sexe.
On peut aussi définir la notion de « bicurieux » comme un adjectif s'appliquant à quelqu'un se définissant comme hétérosexuel(le) ou homosexuel(le), mais qui montre un certain intérêt, ou entretient des fantasmes d'avoir une liaison avec une personne du sexe qu'ils ne favorisent pas d'habitude, tout en n'assumant pas ou en rejetant l'étiquette de bisexuel(le).
D'après une récente étude américaine, la bicuriosité est une tendance très courante parmi les femmes se considérant comme « hétérosexuelles » : 60 % d'entre elles auraient déjà ressenti de l'excitation sexuelle envers une autre femme, et 45 % d'entre elles auraient déjà embrassé une autre femme. Les hommes, quant à eux, peuvent moins souvent exprimer une potentielle bisexualité.
Yvonne Jewkes, universitaire britannique, constate qu'à cause des nombreux tabous subsistant aujourd'hui encore sur toute relation autre qu'hétérosexuelle, nombre de personnes « bicurieuses » utilisent Internet comme moyen de faire des rencontres avec des personnes du même sexe, tout en préservant publiquement une hétérosexualité de façade. Elle note également que le concept de « bicuriosité », bien que suscitant l'intérêt des médias vu son apparente augmentation, ne remet pas en cause l'« hégémonie hétérosexuelle », mais permet à certaines femmes d'expérimenter avec leur sexualité.
Dans la culture populaire, la bicuriosité a été abordée par l'épisode Cartman sucks de South Park.